# Macrotrachela ambigua
Macrotrachela ambigua är en hjuldjursart som beskrevs av Donner 1965. Macrotrachela ambigua ingår i släktet Macrotrachela och familjen Philodinidae. Inga underarter finns listade i Catalogue of Life.